# Лоренцеве укорочення
Лоренцеве укорочення, або Лоренцеве скорочення, або Фіцджеральдове скорочення, також відоме як релятивістське скорочення довжини або масштабу тіла, що рухається — явище, пов'язане зі зменшенням довжини об'єкта, виміряної спостерігачем, який рухається з будь-якою ненульовою швидкістю щодо об'єкта. Це скорочення (що більш формально в англомовній літературі зветься скорочення Лоренца англ. Lorentz contraction або скорочення Лоренца — Фітцджеральда (англ. Lorentz–FitzGerald contraction)), як правило, помітне лише при швидкостях, близьких до швидкості світла. Скорочення довжини відбувається тільки в напрямку, паралельному до відносного руху тіла. Цей ефект незначний при щоденних швидкостях, і ним можна знехтувати для всіх звичайних цілей. Тільки на великих швидкостях він стає актуальним. При швидкості 13 400 000 м/с, 0,0447 c) розмір зменшеної довжини становить 99,9 % довжини в стані спокою; зі швидкістю 42 300 000 м/с, 0,141 c), скорочена довжина ще 99 %. У міру того як значення швидкості наближається до швидкості світла, ефект починає домінувати, як це видно з формули:
{\displaystyle L={\frac {L_{0}}{\gamma (v)}}=L_{0}{\sqrt {1-v^{2}/c^{2}}}}
де
L0 — власна довжина (довжина об'єкта в системі спокою),
L — довжина, яку бачить спостерігач у системі відліку, що рухається відносно об'єкта,
v — швидкість руху спостерігача відносно об'єкта,
c — швидкість світла,
γ(v) — фактор Лоренца, що визначається як
{\displaystyle \gamma (v)\equiv {\frac {1}{\sqrt {1-v^{2}/c^{2}}}}\ }.
У цьому рівнянні вважається, що об'єкт паралельний до своєї траєкторії. Для спостерігача в відносному русі довжина об'єкта визначається шляхом вирахування одночасно вимірюваних відстаней обох кінців об'єкта. Для більш загальних перетворень, дивись перетворення Лоренца. Спостерігач у стані спокою, що спостерігає об'єкт, який рухається із швидкістю, дуже близькою до швидкості світла, буде спостерігати довжину об'єкта в напрямку руху як дуже близьку до нуля.

## Історія
Скорочення довжини постульовали Джордж Фітцджеральд у 1889 році і Гендрік Антон Лоренц у 1892 році для пояснення негативного результату експерименту Майкельсона — Морлі і щоб, таким чином, врятувати гіпотезу нерухомого ефіру (гіпотеза про скорочення Лоренца — Фітцджеральда). Хоча обидва, Фітцджеральд і Лоренц, натякали на те, що електростатичні поля в русі деформовані («еліпсоїд Гевісайда» названий на честь Олівера Гевісайда, який вивів цю деформацію з електромагнітної теорії в 1888 році), це вважалося гіпотезою ad hoc, тому тоді не було достатніх підстав вважати, що міжмолекулярні сили поводяться так само, як електромагнітні.
У 1897 році Джозеф Лармор розробив модель, у якій всі сили вважалися електромагнітного походження, і скорочення довжини виявилося прямим наслідком цієї моделі. Проте, як було показано Анрі Пуанкаре в 1905 році, електромагнітні сили самі по собі не можуть пояснити стабільність електрона. Таким чином, він повинен був придумати ще одну спеціальну гіпотезу: неелектричні сили зв'язку, що забезпечують стабільність електрона, дають динамічне пояснення скорочення довжини, і, таким чином, приховують рух нерухомого ефіру.
Зрештою, Альберт Ейнштейн у 1905 році був першим, хто повністю забрав статус «ad hoc» з гіпотези скорочення, продемонструвавши, що це скорочення не вимагає руху через гіпотетичний ефір, але може бути пояснене за допомогою Спеціальної теорії відносності, яка змінила уявлення про простір, час і одночасність. Точка зору Ейнштейна була додатково допрацьована Германом Мінковським, який надав геометричну інтерпретацію всіх релятивістських ефектів, вводячи поняття чотиривимірного простору-часу.

## Основа в теорії відносності

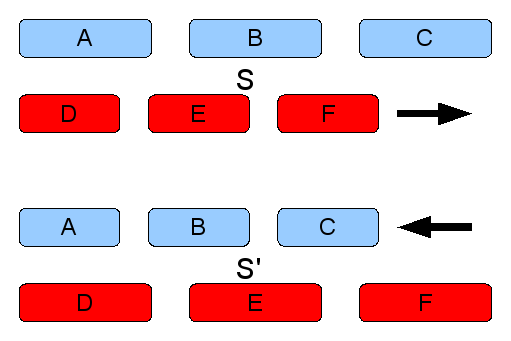
Скорочення довжини: Три сині стрижні перебувають у стані спокою в S, а три червоні стрижні в S'. У той момент, коли ліві кінці А і D досягають того ж положення на осі х, треба порівняти довжини стрижнів. У S одночасні положення лівої частини A і правої частини C є більш віддаленими, ніж D і F. Тоді як у S' одночасні положення лівої частини D і правої частини F є більш віддаленими, ніж A і С.

Перш за все, розгляд скорочення Лоренца вимагає ретельного аналізу методики вимірювання довжини нерухомих і рухомих об'єктів. Тут, «об'єкт» просто означає відстань із кінцевими точками, які завжди перебувають взаємно в стані спокою, тобто знаходяться в стані спокою в тій же інерціальній системі відліку. Якщо відносна швидкість спостерігача (або його вимірювальних приладів) і об'єкта, за яким ведеться спостереження, дорівнює нулю, то власна довжина {\displaystyle L_{0}} об'єкта може бути просто визначено шляхом безпосереднього прикладення лінійки. Однак, якщо відносна швидкість > 0, то можна вчинити так: Спостерігач встановлює ряд годинників, які синхронізовані або а) завдяки обміну світловими сигналами, як пропонував Ейнштейн (синхронізація Ейнштейна), або б) «повільній синхронізації перенесення», тобто, один годинник переноситься уздовж ряду годинників дуже повільно, на межі нульової швидкості. Тепер, коли процес синхронізації завершився, об'єкт переміщається уздовж ряду годинників, і кожен годинник зберігає точний час, коли лівий або правий кінець об'єкта минає його. Після цього спостерігач повинен тільки стежити за положенням годинника А, що зберіг час, коли лівий край об'єкта проходив повз нього, і годинника В, при якому правий край об'єкта проходив повз нього одночасно. Очевидно, що відстань AB дорівнює довжині {\displaystyle L} рухомого об'єкта. При використанні цього методу визначення одночасності має вирішальне значення для вимірювання довжини рухомих об'єктів.
Інший спосіб полягає у використанні годинника із зазначенням його власного часу {\displaystyle T_{0}}, який переміщається від одного кінця стрижня до іншого за час {\displaystyle T} як виміряний годинниками в системі спокою стрижня. Довжина стрижня може бути обчислена шляхом множення часу переміщення на його швидкість, таким чином, {\displaystyle L_{0}=T\cdot v} в системі спокою стрижня або {\displaystyle L=T_{0}\cdot v} в системі спокою годинника.
У ньютонівській механіці одночасність і тривалість часу абсолютні, а отже, обидва методи призводять до рівності {\displaystyle L} і {\displaystyle L_{0}}. Проте в теорії відносності постійність швидкості світла у всіх інерційних системах відліку у зв'язку з відносністю одночасності і уповільненням часу руйнує цю рівність. У першому методі спостерігач в одній системі відліку стверджує, що кінці об'єкта виміряні одночасно, але спостерігачі в усіх інших інерційних системах відліку будуть стверджувати, що кінці об'єкта не були виміряні одночасно. У другому методі, моменти часу {\displaystyle T} і {\displaystyle T_{0}} не збігаються через сповільнення часу, що призводить теж до різних довжин. Відхилення між вимірюваннями в усіх інерційних системах відліку задається формулами перетворення Лоренца і уповільнення часу (див Виведення). Виявляється, що власна довжина залишається незмінною і завжди позначає найбільшу довжину об'єкта, але довжина одного й того ж об'єкта, виміряна в іншій інерціальній системі відліку, коротша від власної довжини. Це скорочення відбувається тільки в напрямку руху. Його можна представити наступним співвідношенням (де {\displaystyle v} відносна швидкість і {\displaystyle c} швидкість світла)
{\displaystyle L=L_{0}/\gamma .}

## Симетрія
Принцип відносності (відповідно до якого закони природи повинні мати однакову форму в усіх інерційних системах відліку) вимагає, щоб скорочення довжини було симетричним: якщо стрижень перебуває в стані спокою в інерціальній системі S, він має власну довжину в S, і його довжина зменшується у S'. Однак, якщо стрижень перебуває в стані спокою в S', він має власну довжину в S', а його довжина зменшується в S. Це можна наочно проілюструвати за допомогою симетричної діаграм Мінковського (або діаграм Леделя), оскільки перетворення Лоренца геометрично відповідає повороту в чотиривимірному просторі-часі.
Перше зображення: Якщо задано стрижень, що перебуває в стані спокою у S', то його кінці розташовані на осі ct' і вісь паралельна до нього. У цій системі відліку одночасними (паралельне осі х') виступають положення кінців О і В, таким чином, власна довжина задається відрізком OB. Але в S одночасними (паралельними осі х) положеннями є О і А, таким чином, скорочена довжина задається відрізком ОА.
З іншого боку, якщо інший стрижень перебуває в стані спокою в S, то його кінці розташовані на осі ct і вісь паралельна йому. У цій системі відліку одночасними (паралельними осі х) положеннями виступають кінці O і D, таким чином, власна довжина задається OD. Але в S' одночасними (паралельними осі х') є позиції O і С, таким чином, скорочена довжина задається OC.
Другий малюнок: Поїзд у стані спокою в системі S і станція в стані спокою в системі S' рухаються з відносною швидкістю {\displaystyle v=0,8c}. У S знаходиться стрижень із власною довжиною {\displaystyle L_{0}=\mathrm {AB} =} 30 см, тому його скорочена довжина {\displaystyle L'} в S' визначається за формулою:
{\displaystyle L'=\mathrm {AC} =L_{0}/\gamma =} 18 см.
Якщо стрижень викинути з поїзда і він зупиниться в стані спокою на станції в S', його довжину потрібно виміряти знову, використовуючи методику, описану вище, і в тепер власна довжина {\displaystyle L'_{0}=\mathrm {EF} =} 30 см вимірюватиметься в S' (стрижень довший у цій системі), у той час як в S стрижень рухається, і, отже, його довжина скорочується (стрижень коротший у цій системі відліку):
{\displaystyle L=\mathrm {DE} =L'_{0}/\gamma =18\ } см.

## Експериментальні перевірки
Будь-який спостерігач, що рухається разом із спостережуваним об'єктом не може виміряти скорочення об'єкта, тому що він може судити про себе і про об'єкт, як у стані спокою в тій же інерціальній системі відліку відповідно до принципу відносності (як це було продемонстровано у експерименті Троутона-Ранкіна). Тому скорочення довжини не може бути виміряне в системі спокою об'єкта, але тільки в системі відліку, у якій об'єкт, за яким ведеться спостереження, рухається. Крім того, навіть у такій, несупутній системі відліку, важко досягти прямих експериментальних підтверджень скорочення довжини, бо при нинішньому стані технологій, об'єкти значного розміру не можна прискорити до релятивістських швидкостей. Єдині об'єкти, що переміщаються із необхідною швидкістю, — атомні частинки, чиї розміри занадто малі, щоб забезпечити пряме вимірювання скорочення.
Проте, існують непрямі підтвердження цього ефекту в несупутній системі відліку:
- Сюди належить негативний результат відомого експерименту Майкельсона — Морлі (а пізніше також експерименту Кеннеді — Торндайка [en]).

Мюонно-атмосферний сценарій

- Пробіг мюонів при великих швидкостях значно довший, ніж у повільних. Мюони утворюються у верхніх шарах атмосфери, і зважаючи на малий час життя, їх, здавалося б, неможливо зареєструвати на поверхні Землі, однак вони легко реєструються. Товщина атмосфери в системі відліку, пов'язаній із Землею, є власною довжиною, а збільшений пробіг мюонів пояснюється їхнім довшим часом життя завдяки сповільненню часу (див. релятивістське уповільнення часу). Проте в системі відліку, пов'язаній із мюонами, їхній час життя не змінюється, але атмосфера стискається так, що навіть їхнього невеликого пробігу достатньо, щоб досягти поверхні землі[10].
- Важкі іони, які мають сферичну форму в стані спокою, повинні набувати форми «млинців» або плоских дисків при русі майже зі швидкістю світла. І справді, результати, отримані в результаті зіткнень частинок, можна пояснити тільки тоді, коли спостерігається збільшення густини нуклона у зв'язку зі скороченням довжини[11][12][13].
- Здатність електрично заряджених частинок із великими швидкостями іонізувати речовину вища, ніж очікувалося. У дорелятивістській фізиці здатність повинна зменшуватися при високих швидкостях, оскільки зменшується час, у якому частинки під час руху можуть взаємодіяти з електронами інших атомів або молекул. У теорії відносності вищу за очікувану здатність іонізації можна пояснити скороченням радіуса дії кулонівського поля в системах відліку, у яких частинки рухаються, що підвищує електричну напруженість поля по нормалі до лінії руху[10][14].
- У лазерах на вільних електронах релятивістські електрони проходять через ондулятор, так що утворюється синхротронне випромінювання. У власній системі відліку електронів ондулятор стискається, що призводить до збільшення частоти випромінювання. Крім того, щоб з'ясувати частоту, виміряну в лабораторній системі координат, необхідно застосувати релятивістський ефект Доплера. Таким чином, тільки за допомогою скорочення довжини і релятивістського ефекту Доплера можна пояснити вкрай малу довжину хвилі ондуляторного випромінювання[15][16].

## Реальність скорочення довжини

Діаграма Мінковського уявного експерименту Ейнштейна 1911 року про скорочення довжини. Два стрижні з довжиною спокою рухаються зі швидкістю 0,6 c в протилежному напрямку, що призводить до того, що.

У 1911 році Володимир Варічак стверджував, що скорочення довжини є «реальним» за Лоренцом, у той час як воно є «видимим або суб'єктивним» згідно з Ейнштейном. Ейнштейн відповів:
Автор неправомірно висловив різницю точки зору Лоренца і моєї щодо «фізичних фактів». Питання про те, чи скорочення довжини 'насправді' існує чи ні, вводить в оману. Воно не існує 'насправді', настільки, наскільки воно не існує для супутнього спостерігача; хоча воно 'насправді' існує так, що можна було б показати у принципі фізичними засобами не-супутнього спостерігача.Оригінальний текст (нім.)
[Der Verfasser hat mit Unrecht einen Unterschied der Lorentzschen Auffassung von der meinigen mit Bezug auf die physikalischen Tatsachen statuiert. Die Frage, ob die Lorentz-Verkürzung wirklich besteht oder nicht, ist irreführend. Sie besteht nämlich nicht „wirklich“, insofern sie für einen mitbewegten Beobachter nicht existiert; sie besteht aber „wirklich“, d. h. in solcher Weise, daß sie prinzipiell durch physikalische Mittel nachgewiesen werden könnte, für einen nicht mitbewegten Beobachter.] Помилка: [undefined] Помилка: {{Lang}}: немає тексту (допомога): текст вже має курсивний шрифт (допомога)
Ейнштейн стверджував у цій статті, що скорочення довжини не просто витвір довільних визначень способу, яким здійснюються вимірювання положення годинників і довжини. Він представив наступний уявний експеримент: Нехай А'В' і А"B" кінці двох стержнів одної і тої ж власної довжини. Нехай вони рухаються в протилежних напрямках з однаковою швидкістю по відношенню до координати осі х, яка перебуває в стані спокою. Кінці A'A" перетинаються в точці А*, а В'В" перетинаються в точці B*, обидві точки позначаються на цій осі. Ейнштейн вказав, що довжина A*B* коротша, ніж A'B' або A"B", що також можна продемонстровати якщо один зі стрижнів перевести у стан спокою по відношенню щодо цієї осі.

## Парадокси
Формальне, поверхове, застосування формули скорочення призводить до деяких парадоксів. Для прикладу див. парадокс драбини або парадокс Белла. Проте, ці парадокси можна запросто спростувати за допомогою правильного застосування принципу відносності одночасності. Інший відомий парадокс — парадокс Еренфеста, що доводить, що поняття абсолютно твердого тіла не сумісне з теорією відносності, знижуючи застосовність жорсткості Борна, і показуючи, що для спостерігача, що обертається у тій же площині, геометрія насправді неевклідова.

## Візуальні ефекти
Скорочення довжини стосується вимірювань положень зроблених в одночасні моменти часу відповідно до системи координат. Звідси можна б було припустити, що якщо можна було б зробити знімок об'єкта, який швидко рухається, то зображення покаже, що об'єкт стиснений у напрямку руху. Проте, такі візуальні ефекти становлять зовсім інші вимірювання, оскільки така фотографія робиться з відстані, тоді як скорочення довжини можна тільки безпосередньо виміряти в точному місцезнаходженні кінців об'єкта. Це було показано кількома авторами, як-от Роджер Пенроуз і Джеймс Террелл, що рухомі об'єкти, як правило, не виглядають скороченими на фотографії. Наприклад, для малого кутового діаметра сфера, що рухається, залишається круглою і повернутою. Такий візуальний ефект обертання називається обертання Пенроуза — Терела.

## Виведення

### Перетворення Лоренца
Довжина стиснення може бути отримана з перетворень Лоренца декількома способами:
{\displaystyle {\begin{aligned}x'&=\gamma \left(x-vt\right),\\t'&=\gamma \left(t-vx/c^{2}\right).\end{aligned}}}

#### Через відому довжину рухомого об'єкта
Нехай в інерціальній системі відліку S {\displaystyle x_{1}} і {\displaystyle x_{2}} позначають кінці об'єкта, що рухається. Тоді його довжина {\displaystyle L} визначається через одночасне положення кінців, коли {\displaystyle t_{1}=t_{2}\,}. Власну довжину об'єкта в S' можна розрахувати через перетворення Лоренца. Перетворення часових координат з S в S' призводить до різних значень часу. Однак це не проблема, тому що об'єкт перебуває в стані спокою в S' і не має значення, у який момент часу проведені вимірювання. Тому досить зробити перетворення просторових координат, що дає:
{\displaystyle x'_{1}=\gamma \left(x_{1}-vt_{1}\right),x'_{2}=\gamma \left(x_{2}-vt_{2}\right).}
Оскільки {\displaystyle t_{1}=t_{2}\,}, і, поклавши {\displaystyle L=x_{2}-x_{1}\,} і {\displaystyle L_{0}^{'}=x_{2}^{'}-x_{1}^{'}}, власна довжина в S' виходить
{\displaystyle L_{0}^{'}=L\cdot \gamma .\qquad \qquad {\text{(1)}},}
Відповідно до цього довжина, виміряна в S, виходить зменшеною
{\displaystyle L=L_{0}^{'}/\gamma .\qquad \qquad {\text{(2)}}}
Відповідно до принципу відносності, об'єкти, що перебувають у стані спокою в S, будуть так само зменшені в S'. Помінявши симетрично не штриховані і штриховані позначення:
{\displaystyle L_{0}=L'\cdot \gamma .\qquad \qquad {\text{(3)}}}
Тоді зменшена довжина, яка вимірюється в S':
{\displaystyle L'=L_{0}/\gamma .\qquad \qquad {\text{(4)}}}

#### Через відому власну довжину
І навпаки, якщо об'єкт перебуває в стані спокою в S і відома його власна довжина, одночасність вимірювань у кінцях об'єкта слід розглядати в іншому кадрі S', оскільки об'єкт постійно змінює своє положення. Таким чином, необхідно перетворити і просторові і часові координати:
{\displaystyle {\begin{aligned}x_{1}^{'}&=\gamma \left(x_{1}-vt_{1}\right),&&&x_{2}^{'}&=\gamma \left(x_{2}-vt_{2}\right)\\t_{1}^{'}&=\gamma \left(t_{1}-vx_{1}/c^{2}\right),&&&t_{2}^{'}&=\gamma \left(t_{2}-vx_{2}/c^{2}\right).\end{aligned}}}
Оскільки {\displaystyle t_{1}=t_{2}} і {\displaystyle L_{0}=x_{2}-x_{1}}, то отримані результати не одночасні:
{\displaystyle {\begin{aligned}\Delta x'&=\gamma L_{0}\\\Delta t'&=\gamma vL_{0}/c^{2}\end{aligned}}}
Для отримання одночасних положень обидвох кінців, необхідно відняти від відстані {\displaystyle \Delta x'} відстань, пройдену другим кінцем зі швидкістю {\displaystyle v} протягом часу {\displaystyle \Delta t'}
{\displaystyle {\begin{aligned}L'&=\Delta x'-v\Delta t'\\&=\gamma L_{0}-\gamma v^{2}L_{0}/c^{2}\\&=L_{0}/\gamma \end{aligned}}}
Таким чином довжина рухомого об'єкта в S' зменшилася. Точно так само можна розрахувати симетричний результат для об'єкта, що перебуває в стані спокою в S':
{\displaystyle L=L_{0}^{'}/\gamma }.

### Релятивістське сповільнення часу
Скорочення довжини також може бути отримане з уповільнення часу, згідно з яким швидкість одного годинника «в русі» (із зазначенням його власного часу {\displaystyle T_{0}}) нижча відносно двох синхронізованих годинників «у стані спокою» (позначеного як {\displaystyle T}). Сповільнення часу було експериментально підтверджене і представляється співвідношенням:
{\displaystyle T=T_{0}\cdot \gamma }.
Нехай стрижень власної довжини {\displaystyle L_{0}} в стані спокою в {\displaystyle S} і годинник у стані спокою в {\displaystyle S'} рухаються один щодо одного. Відповідні шляхові часи годинників між кінцями стрижня задаються {\displaystyle T=L_{0}/v} в {\displaystyle S} і {\displaystyle T'_{0}=L'/v} в {\displaystyle S'}, отож {\displaystyle L_{0}=Tv} і {\displaystyle L'=T'_{0}v}. Вставивши формулу сповільнення часу, співвідношення між цими довжинами є:
{\displaystyle {\frac {L'}{L_{0}}}={\frac {T'_{0}v}{Tv}}=1/\gamma }.
Таким чином, довжина, виміряна в {\displaystyle S'}, задається
{\displaystyle L'=L_{0}/\gamma }.
Так те, що рухомий годинник вказує на менший час руху в {\displaystyle S} завдяки уповільненню часу, інтерпретується в {\displaystyle S'} через скорочення довжини рухомого стрижня. Точно так само, якщо годинник був у стані спокою в {\displaystyle S} і стрижень в {\displaystyle S'},вищевказана процедура даватиме
{\displaystyle L=L'_{0}/\gamma }.

### Геометричні міркування

Кубоїди в евклідовому і Мінковського просторі-часі

Додаткові геометричні міркування показують, що скорочення довжини можна розглядати як тригонометричне явище за аналогією з паралельними розрізами паралелепіпеда до і після обертання в E3 (див. ліву половину малюнку справа). Це евклідовий аналог розширення кубоїда в E1,2. В останньому випадку, однак, ми можемо інтерпретувати збільшений кубоїд як світову плиту.
Зліва на малюнку: повернутий паралелепіпед у тривимірному евклідовому просторі E3. Після обертаня перетин більший. На малюнку справа: розширений кубоїд світової плити в просторі-часі Мінковського (в якому одна просторова розмірність закріплена) E1,2. Перетин у цьому разі після повороту тонший. В обох випадках поперечні розміри не змінюються, і три площини у кожній вершині кубоіда взаємно ортогональні (у сенсі E1,2 праворуч, і в сенсі E3 ліворуч).
У спеціальній теорії відносності перетворення Пуанкаре є класом афінних перетворень, які можна охарактеризувати як перетворення між альтернативними графіками на декартових координатах на просторі-часі Мінковського, що відповідають альтернативним станам інерційного руху (а також різним виборам початку координат). Перетворення Лоренца є перетвореннями Пуанкаре, які є лінійними перетвореннями, що зберігають початок відліку. Перетворення Лоренца грають таку ж роль у геометрії Мінковського (група Лоренца утворює групи ізотропії самоізометрій простору-часу), як і обертання в геометрії Евкліда. Справді, спеціальна теорія відносності в значній мірі зводиться до вивчення свого роду неевклідової тригонометрії в просторі-часі Мінковського, як показано в наступній таблиці:
| Тригонометрія                | Колова                  | Параболічна               | Гіперболічна                   |
| ---------------------------- | ----------------------- | ------------------------- | ------------------------------ |
| Кляйнівська геометрія        | евклідова площина       | площина Галілея           | площина Мінковського           |
| Символ                       | E2                      | E0,1                      | E1,1                           |
| Квадратична форма            | позитивно визначена     | вироджена                 | невироджена, однак невизначена |
| Ізометрична група            | E(2)                    | E(0,1)                    | E(1,1)                         |
| Група ізотропії              | SO(2)                   | SO(0,1)                   | SO(1,1)                        |
| Тип ізотропії                | обертання               | зсуви                     | Перетворення Лоренца           |
| Алгебра октоніонів Келі      | комплексні числа        | дуальні числа             | подвійні числа                 |
| ε2                           | -1                      | 0                         | 1                              |
| Часопросторова інтерпретація | жодної                  | Ньютонівський простір-час | простір-час Мінковського       |
| ухил                         | tan φ = m               | tanp φ = u                | tanh φ = v                     |
| «косинус»                    | cos φ = (1 + m2)−1/2    | cosp φ = 1                | cosh φ = (1 − v2)−1/2          |
| «синус»                      | sin φ = m (1 + m2)−1/2  | sinp φ = u                | sinh φ = v (1 − v2)−1/2        |
| «секанс»                     | sec φ = (1 + m2)1/2     | secp φ = 1                | sech φ = (1 − v2)1/2           |
| «косеканс»                   | csc φ = m−1 (1 + m2)1/2 | cscp φ = u−1              | csch φ = v−1 (1 − v2)1/2       |